# Pablo Insua
Pablo Insua Blanco (ur. 9 września 1993 w Arzúa) – hiszpański piłkarz występujący na pozycji obrońcy. Od 2018 roku jest zawodnikiem Hueski.